# John Romita Sr.
Pour les articles homonymes, voir Romita.
John Romita Sr., né le 24 janvier 1930 à Brooklyn (New York) et mort le 12 juin 2023 à Floral Park (État de New York), est un dessinateur de comics américain.

## Biographie
John Romita naît à Brooklyn et commence sa carrière en 1948 comme dessinateur pour la publicité.
L'année suivante, il quitte cet emploi pour aller dessiner des comics chez Atlas Comics. Il y produit des récits dans de nombreux genres : romance, horreur, guerre, western et policier. Romita ne se contente pas de travailler pour Atlas mais propose aussi des séries pour Western Publishing.
Lorsque Atlas Comics connaît des difficultés, il part chez National Allied Publications (futur DC Comics) où il reste huit ans, et se spécialise dans le romance comics. Lorsque Atlas Comics, devenu Marvel Comics, développe une collection de bandes dessinées sur les super-héros après les succès des Quatre Fantastiques et de Spider-Man, Romita y retourne pour encrer les Avengers et dessiner le personnage de Daredevil.  
À partir de 1966, il est le dessinateur de la série The Amazing Spider-Man, succédant à l'artiste Steve Ditko. Il reste sur la série jusqu'au début des années 1970. Par la suite, il devient directeur artistique chez Marvel.
Il est le père de John Romita Jr., lui-aussi dessinateur chez Marvel.
John Romita Sr. meurt le 12 juin 2023 à l'âge de 93 ans, à Floral Park dans l'État de New York.

## Publications

### Séries
- Giant-Size Man-Thing (couverture)
- Red Sonja vol.1 #5
- The Amazing Spider-Man
- The Monster of Frankenstein
- Daredevil
- Dazzler
- Chamber of Darkness (Stan Lee)
- Marvel Tales
- Captain America
- Supernatural Thrillers
- Uncanny X-Men
- Werewolf by Night
- The Incredible Hulk
- Miss Marvel (vol. 1) #1 (1977, couverture)
- Captain Marvel (vol. 1) (1968, 1976, couvertures)
- Strange Tales

### Personnages créés
- Wolverine (James Howlett, Logan), cocréateur avec Len Wein et Herb Trimpe.
- Le Rhino (Aleksei Sytsevich)
- Le Tireur (« Bullseye » en VO, Lester)
- Le Punisher (Frank Castle), cocréateur Gerry Conway et Ross Andru.
- Le Maraudeur masqué (Frank Farnum)
- Hammerhead (des Sinister Twelve)
- Le Shocker (Herman Schultz)
- Mary Jane Watson
- Richard Fisk (en) (alias The Schemer et la Rose)
- Satana Hellstrom (en) (Queen of Hell)
- Le Caïd (« Kingpin » en VO, Wilson Fisk), cocréateur avec Stan Lee.

## Récompenses
- 1967 : prix Alley de la meilleure histoire longue pour How Green was My Goblin, dans The Amazing Spider-Man n°39 (avec Stan Lee)
- 1994 : prix Inkpot
- 1999 : temple de la renommée Jack Kirby
- 2002 : temple de la renommée Will Eisner
- 2020 : temple de la renommée Joe Sinnott[3]